# Chatino de Tataltepec
Le chatino de Tataltepec est une langue chatino parlée dans l'État d'Oaxaca, au Mexique.